# Хрисопії Деветзі
Хрисопії Деветзі (грец. Χρυσοπηγή Δεβετζή, 2 жовтня 1975, Александруполіс, Греція) — грецька спортсменка, легкоатлет, бере участь у змаганнях з потрійного стрибка та стрибків у довжину.

## Досягнення
| Рік  | Змагання                                       | Місце проведення     | Результат | Дисципліна        |
| ---- | ---------------------------------------------- | -------------------- | --------- | ----------------- |
| 2001 | Середземноморські ігри                         | Туніс, Туніс         | 5         | потрійний стрибок |
| 2002 | Чемпіонат Європи з легкої атлетики             | Мюнхен, Німеччина    | 7         | потрійний стрибок |
| 2003 | Чемпіонат світу з легкої атлетики              | Париж, Франція       | 8         | потрійний стрибок |
| 2004 | Чемпіонат світу з легкої атлетики в приміщенні | Будапешт, Угорщина   | 3         | потрійний стрибок |
| 2004 | Олімпіада 2004                                 | Афіни, Греція        | 2         | потрійний стрибок |
| 2004 | Світовий фінал IAAF                            | Монте-Карло, Монако  | 4         | потрійний стрибок |
| 2005 | Чемпіонат світу з легкої атлетики в приміщенні | Мадрид, Іспанія      | 10        | потрійний стрибок |
| 2005 | Середземноморські ігри                         | Альмерія, Іспанія    | 3         | потрійний стрибок |
| 2005 | Чемпіонат світу з легкої атлетики              | Хельсінкі, Фінляндія | 5         | потрійний стрибок |
| 2005 | Світовий фінал IAAF                            | Монте-Карло, Монако  | 1         | потрійний стрибок |
| 2006 | Чемпіонат Європи з легкої атлетики             | Гетеборг, Швеція     | 2         | потрійний стрибок |
| 2006 | Чемпіонат Європи з легкої атлетики             | Гетеборг, Швеція     | 10        | стрибки в довжину |
| 2006 | Світовий фінал IAAF                            | Штуттгарт, Німеччина | 2         | потрійний стрибок |
| 2006 | Кубок IAAF з легкої атлетики                   | Афіни, Греція        | 2         | потрійний стрибок |
| 2006 | Кубок IAAF з легкої атлетики                   | Афіни, Греція        | 3         | стрибки в довжину |
| 2007 | Чемпіонат світу з легкої атлетики]             | Осака, Японія        | 3         | потрійний стрибок |
| 2007 | Світовий фінал IAAF                            | Штуттгарт, Німеччина | 2         | потрійний стрибок |
| 2007 | Військові світові ігри                         | Хайдерабад, Індія    | 1         | стрибки в довжину |
| 2008 | Чемпіонат світу з легкої атлетики в приміщенні | Валенсія, Іспанія    | 2         | потрійний стрибок |
| 2008 | Олімпіада 2008                                 | Пекін, Китай         | 3         | потрійний стрибок |
| 2008 | Олімпіада 2008                                 | Пекін, Китай         | 14        | стрибки у довжину |

## Найкращі результати
| Дата           | Дисципліна        | Місце змагань   | Результат  |
| -------------- | ----------------- | --------------- | ---------- |
| 21 серпня 2004 | потрійний стрибок | Афіни, Греція   | 15,32 (NR) |
| 10 червня 2006 | стрибки в довжину | Трикала, Греція | 6,83       |

В приміщенні
| Дата           | Дисципліна        | Місце змагань     | Результат  |
| -------------- | ----------------- | ----------------- | ---------- |
| 8 березня 2008 | потрійний стрибок | Валенсія, Іспанія | 15,00 (NR) |
| 9 лютого 2008  | стрибки в довжину | Пеанія, Греція    | 6,85       |